# Palaeospheniscus
Palaeospheniscus Moreno & Mercerat, 1891, è un genere di uccelli fossili della famiglia Spheniscidae.